# Psittacara maugei
Psittacara maugei (лат.) — вымершая птица семейства попугаевых. Жил на острове Мона и, возможно, в Пуэрто-Рико.

## Внешний вид и строение
Визуально была схожа с гаитийской аратингой (Aratinga chloroptera), подвидом которого она считалась ранее (некоторые источники, такие как МСОП, до сих пор следуют этой таксономии). В отличие от действующего вида у вымершей птицы перья были более тускло-зелёными, красные отметины на крыле были обширнее.

## Экология
Питание — преимущественно семена, фрукты, орехи и ягоды. Птица могла также есть почки листьев и цветы.
Гнездование — в дуплах деревьев, старых дуплах дятлов и гнёздах древесных термитов.

## Поведение
Psittacara maugei был известен своим громким и непрерывным криком. Хотя обычно птица была осторожна и избегала контактов с людьми, во время кормления они теряли осторожность. Поскольку они часто питалась на фермерских полях такими культурами, как кукуруза, это приводило к истреблению их людьми.

## Вымирание
Последнее зафиксированное наблюдение птицы сделано в 1882 году У. В. Брауном. Он получил экземпляр, который сейчас хранит Филдовский музей естественной истории в Чикаго. Дата исчезновения вида неизвестна. В 1905 году он считался существующим, но в 1950 году поступило сообщение, что он вымер. Считается, что основная причина пропадания — охота со стороны людей. Джеймс Бонд отмечал, что птица, казалось бы, не боялась выстрелов, что делало её особенно уязвимой для охоты. Бонд объяснял исчезновение большим количеством охотников на голубей, приехавших на остров Мона. Вырубка лесов на острове тоже могла оказать влияние.
На 2005 год сохранились три музейных образца птицы: кроме Филдовского музея по одной шкурке держат Натуралис в Лейдене и Национальный музей естественной истории в Париже. Есть утверждения, что вид мог существовать и в Пуэрто-Рико, но все оставшиеся экземпляры собраны на острове Мона. Образец в Национальном музее естественной истории — типовой экземпляр.